# University System of Ohio
Het University System of Ohio is het netwerk van openbare universiteiten van de Amerikaanse staat Ohio. Het netwerk wordt bestuurd door het Ohio Board of Regents.
Het omvat 14 universiteiten, 24 afdelingen en kleinere campussen, 23 community colleges en technische scholen en één medical school. Daarnaast zijn er ook het Adult Workforce Education-programma (AWE) en het Adult Basic and Literacy Education-programma (ABLE). Anno 2008 waren er in het hele systeem 478.376 studenten ingeschreven, wat het University System of Ohio tot het grootste openbare universiteitssysteem van de Verenigde Staten maakt. In 2014 was dit gestegen tot 509.720 studenten.

## Leden
Tot de universiteiten van het netwerk behoren onder meer:
- Miami University
- Ohio State University
- Ohio University
- University of Akron
- University of Toledo